# Teodora Axuchina
"Teodora Axuchina"  es supuestamente para algunos por haber sido la esposa de Alejo I de Trebisonda. No es mencionada en ninguna fuente y tanto su nombre y apellido son sólo conjeturas hechas por los genealogistas modernos.

## Matrimonio y descendencia
"Theodora" se casó con Alejo I de Trebisonda. Era el hijo mayor de Manuel Comneno y de Rusudan de Georgia. Su abuelo paterno fue Andrónico I Comneno. Ellos tuvieron al menos tres hijos conocidos: 
- Comnena, hija. Esposa de Andrónico I de Trebisonda.
- Juan I de Trebisonda.
- Manuel I de Trebisonda.